# زنی در محوطه
زنی در محوطه (به انگلیسی: The Woman in the Yard) یک فیلم ترسناک روان‌شناختی آمریکایی محصول ۲۰۲۵ به کارگردانی ژائومه کولت-سرا و نویسندگی سام استفناک است. در این فیلم دنیل ددوایلر، اکوی اوکپوکواسیلی، راسل هرنزبی، پیتون جکسون و استلا کاهیها به ایفای نقش پرداخته‌اند.
این فیلم در ۲۸ مارس ۲۰۲۵ در ایالات متحده اکران شد. و نقدهای متفاوتی ازسوی منتقدان دریافت کرد.

## خلاصه داستانی
داستان فیلم دربارهٔ یک خانواده است که زنی عجیب را می‌بینند که سراپا سیاه‌پوش است و در حیاطشان نشسته. این زن در ابتدا بی‌خطر به نظر می‌رسد، اما خیلی زود ترس و وحشت به دنبال می‌آید.

## ساخت
فیلمبرداری اصلی در ۲۶ آوریل ۲۰۲۴ آغاز شد.

## انتشار
این فیلم در ۲۸ مارس ۲۰۲۵ در ایالات متحده منتشر شد. قبلاً برای انتشار در ۱۰ ژانویه ۲۰۲۵ برنامه‌ریزی شده بود، قبل از اینکه برای مدت کوتاهی از برنامه انتشار حذف شود.

## بازخوردها
- در وب‌سایت جمع‌آوری نقد راتن تومیتوز براساس رای ۶۴ نقد منتقد، با میانگین امتیاز ۵٫۴ از ۱۰ مثبت است.
- در متاکریتیک، که از میانگین وزنی استفاده می‌کند، بر اساس رای ۱۷ منتقد، امتیاز ۵۱ از ۱۰۰ را به فیلم اختصاص داد که نشان دهنده نقدهای «مختلط یا متوسط» است.
- تماشاگران شرکت‌کننده در نظرسنجی سینماسکور به فیلم نمره متوسط «C–» در مقیاس A+ تا F دادند.
- این فیلم در روز اول اکران ۳٫۷ میلیون دلار فروخت که شامل ۸۷۵٫۰۰۰ دلار پیش‌نمایش پنج‌شنبه شب می‌شود. این در ادامه به عملکرد بیش از حد ادامه داد و به ۹٫۴ میلیون دلار رسید و در رده چهارم قرار گرفت. در آخر هفته دوم، فیلم ۴٫۵ میلیون دلار (۵۲ درصد کاهش) به دست آورد و در رده پنجم قرار گرفت.[۸][۹]